# ハインリッヒ・クライスリ

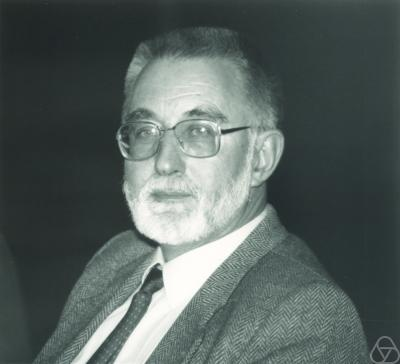
ハインリッヒ・クライスリ（1987）

ハインリッヒ・クライスリ（Heinrich Kleisli; 1930年10月19日 – 2011年4月5日) は、スイスの数学者。
圏論においてクライスリ圏やクライスリ・トリプルを含むいくつかの構成で名を残している。加えて、ペンシルバニア大学で開発された異種データベス統合用のツールであるクライスリ・クエリシステムにおいても名を残している。
1960年にチューリッヒ工科大学で指導教官のBeno EckmannとErnst Speckerの下で博士号を取得。博士論文はホモトピーとアーベル圏についてのものであった。彼はオタワ大学の准教授を務めた後、1966年にフリブール大学に移り、1967年にはフリブールで正教授（full professor）になった。